# George Henry Boughton

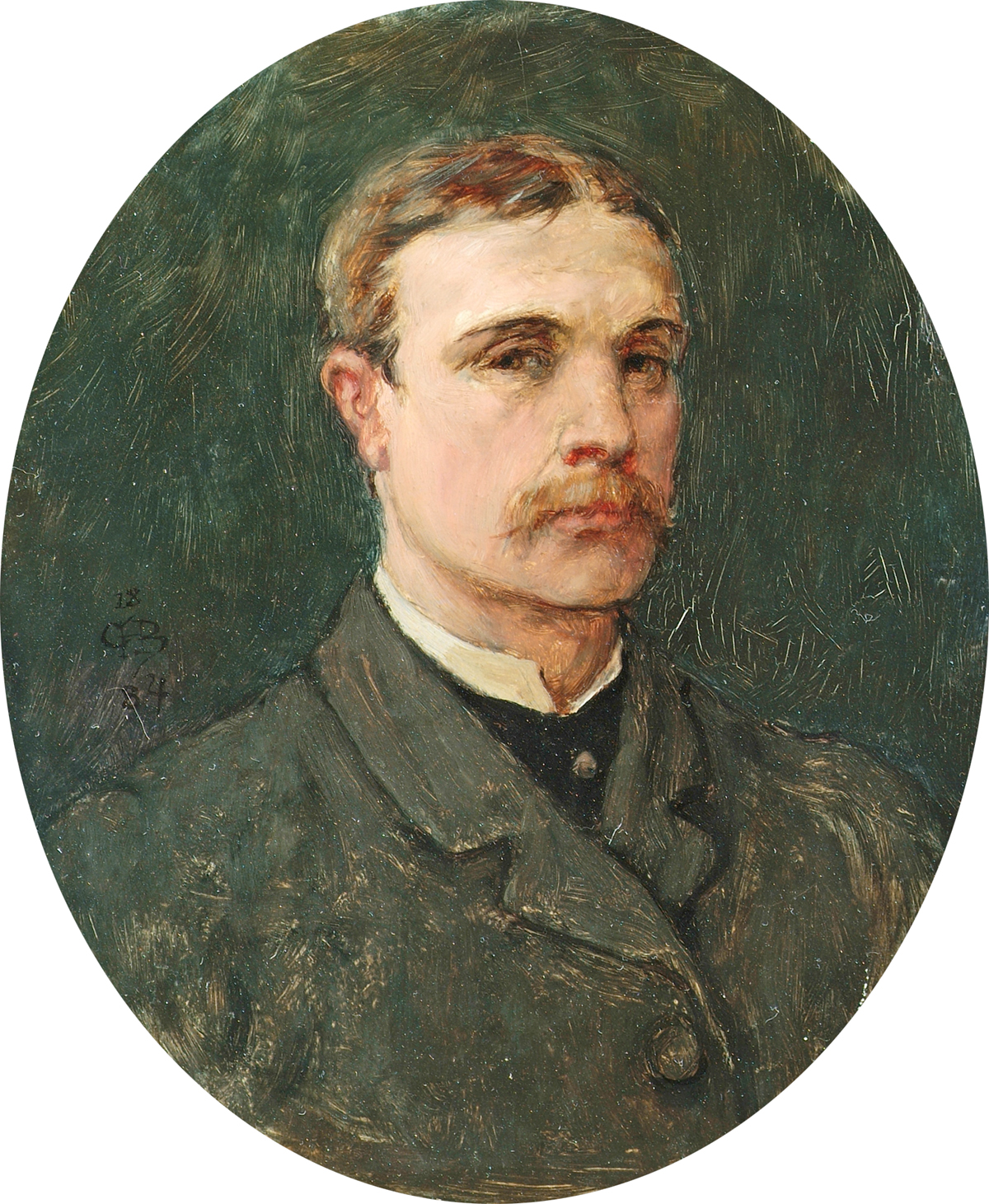
George Henry Boughton, självporträtt.

George Henry Boughton, född den 4 december 1833 nära Norwich i England, död den 19 januari 1905 i London, var en engelsk målare. 
Boughton växte upp i Amerika, besökte London 1853 och idkade målarstudier i Frankrike 1859–61, varefter han bosatte sig i London. Boughtons genrebilder i landskapsomgivning utmärks av djup känsla och mjuk kolorit. Här kan nämnas Puritaner i Nya England på väg till kyrkan, Julmorgon i Bretagne och Majmorgon på ön Wight.